# Państwowa Szkoła Muzyczna w Jastrzębiu-Zdroju
Państwowa Szkoła Muzyczna w Jastrzębiu-Zdroju im. prof. Józefa Świdra – szkoła muzyczna I i II stopnia w Jastrzębiu-Zdroju.
Aktualnie grono pedagogiczne tworzy czterdziestu sześciu nauczycieli. Szkoła prowadzi działalność koncertową rozwijającą się w dwóch kierunkach: poprzez organizowanie koncertów uczniów i absolwentów oraz koncerty publiczne, na których występują zaproszeni artyści. W Jastrzębiu-Zdroju występowali m.in. Lidia Grychtołówna, Piotr Paleczny, Halina Czerny-Stefańska, Wiesław Ochman, Michel Arrignon. 
15 grudnia 2021 odbył się pierwszy koncert w nowej Sali Koncertowej Państwowej Szkoły Muzycznej. Czterokondygnacyjny budynek o powierzchni użytkowej 1675 m² zapewnia miejsca dla widowni liczącej blisko 400 osób. Obiekt ten jest pierwszą tego typu realizacją budowlaną w Polsce, z uwagi na ściany wewnętrzne odwzorowane z betonu architektonicznego w długość fali dźwiękowej. 

## Historia

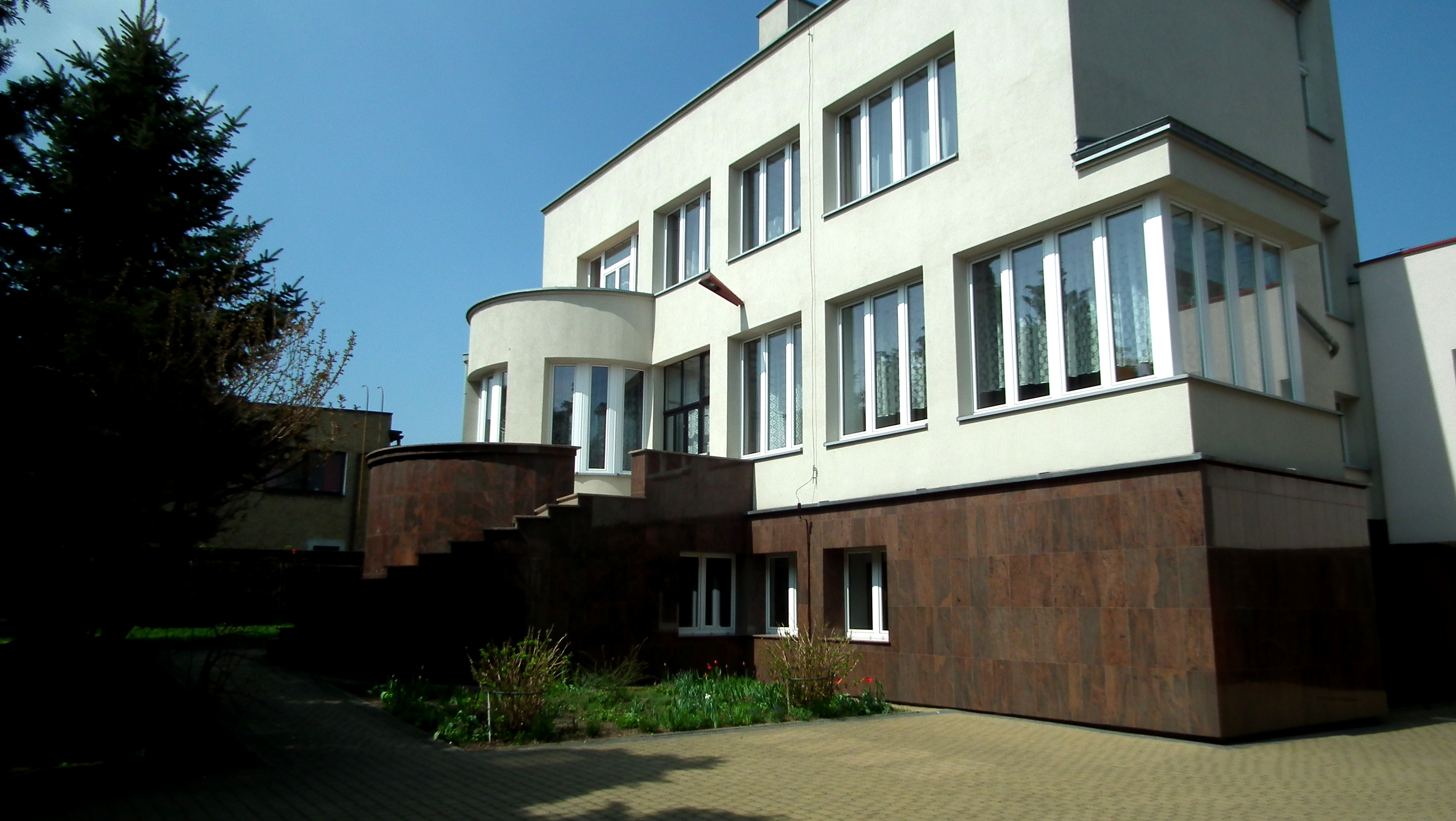
Budynek B, pierwotnie Willa Józefa Witczaka, polskiego prawnika i współwłaściciela jastrzębskiego uzdrowiska. Budynek został wzniesiony w 1937 roku w stylu amerykańskiego modernizmu. Do 1976 roku był własnością rodziny Witczaków, następnie przejęty przez lokalne władze PZPR stał się jednym z Domów Partii. W 1990 roku został przekazany nowo powstałej Państwowej Szkole Muzycznej i zaadaptowany na potrzeby dydaktyczne.

1 września 1973 roku, z inicjatywy Stanisława Śmietany, powstała Młodzieżowa Orkiestra Dęta Zasadniczej Szkoły Górniczej Kopalni Węgla Kamiennego „Jastrzębie”. Była to obok istniejącego Społecznego Ogniska Muzycznego w Jastrzębiu-Zdroju pierwsza placówka edukacji muzycznej w mieście, a tym samym zalążek istniejącej szkoły muzycznej. Orkiestra kształciła młodzież w zakresie umiejętności gry na instrumentach dętych i perkusji, uczyła podstaw teorii muzyki, a w jej obrębie funkcjonowały zespoły muzyczne i chór.
W 1990, ponownie z inicjatywy Stanisława Śmietany, otworzono Państwową Szkołę Muzyczną I i II stopnia w Jastrzębiu-Zdroju. Decyzją Rady Miasta szkole przyznano zabytkowy budynek willi Józefa Witczaka z dobudowanym Domem Partii. Uroczystego otwarcia szkoły dokonał 17 września prezydent miasta – Władysław Czyż w obecności m.in. przedstawiciela Ministerstwa Kultury i Sztuki Danuty Podgórskiej oraz władz miasta.
Do 1995 szkoła muzyczna dysponowała 10 salami lekcyjnymi i aulą, po jej rozbudowie liczba sal wzrosła, stworzono także aulę kameralną. W grudniu 2021 r. została zakończona budowa Sali Koncertowej.
Od 1985 Szkoła była współorganizatorem Międzynarodowego Konkursu Młodzieżowych Orkiestr Dętych. W 1994 roku zorganizowano Śląski Konkurs „Instrumenty Dęte Blaszane”, a od 1996 roku co 2 lata odbywa się Międzynarodowy Konkurs „Instrumenty Dęte w Jastrzębiu-Zdroju”. Szkoła jest również organizatorem Międzynarodowego Konkursu Fletowego.